# Shunsuke Daitō
Shunsuke Daitō (大東駿介 Daitō Shunsuke?,  Sakai, Prefectura de Osaka, 13 de marzo de 1986) es un actor y modelo japonés.

## Filmografía

### Televisión
| Año  | Título en inglés                     | Título japonés                 | Personajes                   |
| ---- | ------------------------------------ | ------------------------------ | ---------------------------- |
| 2005 | Nobuta wo Produce                    | 野ブタ。をプロデュース         | Kenta Taniguchi              |
| 2006 | Isshūkan no Koi                      | 一週間の恋                     |                              |
| 2006 | Sukoshi wa, Ongaeshi ga Dekita ka na | 少しは、恩返しができたかな     | Miembro de Table Tennis Club |
| 2006 | Punchline                            | パンチライン                   | Kazuma Saitō                 |
| 2006 | Delicious Proposal                   | おいしいプロポーズ             | Shō Fujita                   |
| 2006 | Teppan Shōjo Akane!!                 | 鉄板少女アカネ!!               | Episodio 4 Invitado          |
| 2006 | Anna-san no Omame                    | アンナさんのおまめ             | Yū Kameda                    |
| 2007 | Himitsu no Hanazono                  | ヒミツの花園                   | Comic Editor Staff Miura     |
| 2007 | First Kiss                           | ファースト・キス               | Kōji Haneda                  |
| 2007 | Hanazakari no Kimitachi e            | 花ざかりの君たちへ             | Shin Sano                    |
| 2008 | The Negotiator                       | 交渉人〜THE NEGOTIATOR〜       | Yoshihiro Iizuka             |
| 2008 | My Sassy Girl                        | 猟奇的な彼女                   | Ryōsuke Takami               |
| 2008 | Shibatora                            | シバトラ〜童顔刑事・柴田竹虎〜 | Gakuto Katō                  |
| 2008 | LOVE17                               | LOVE17                         | Shinya Azuki                 |
| 2008 | RESCUE                               | RESCUE～特別高度救助隊         | Tsuyoshi Kohinata            |
| 2009 | Giwaku                               | 疑惑                           |                              |
| 2009 | Love Shuffle                         | ラブシャッフル                 | Yōji Takigawa                |
| 2009 | Twin Spica                           | ふたつのスピカ                 | Shinnosuke Fuchuya           |
| 2009 | Welkame                              | 連続テレビ小説 ウェルかめ      | Masaru Yamada                |
| 2009 | Shaken Baby!                         | しぇいけんBABY!                | Eita Shima                   |
| 2010 | Tumbling                             | タンブリング                   | Ryūichiro Kiyama             |
| 2010 | Nagareboshi                          | 流れ星                         | Makoto Toshiro               |
| 2010 | Ojichan wa 25-sai                    | おじいちゃんは25歳             | Kensuke Kurihara             |
| 2011 | LADY                                 | LADY〜最後の犯罪プロファイル〜 | Episodio 3 Invitado          |
| 2011 | Ouran High School Host Club          | 桜蘭高校ホスト部               | Kyoya Ootori                 |
| 2012 | Taira no Kiyomori                    | 平清盛                         | Taira no Iemori              |
| 2015 | Hana Moyu                            | 花燃ゆ                         | Hoshino Chōtarō              |
| 2015 | Age Harrassment                      | エイジハラスメント             | Toshiyuki Ueda               |

### Cine
| Año  | Título en inglés                        | Título japonés                                | Personajes        |
| ---- | --------------------------------------- | --------------------------------------------- | ----------------- |
| 2007 | Young Thugs: Chinatown Romeo and Juliet | 岸和田少年愚連隊 中華街のロミオとジュリエット |                   |
| 2007 | Crows Zero                              | クローズZERO                                  | Hiromi Kirishima  |
| 2008 | Real Onigokko (The Chasing World)       | リアル鬼ごっこ                                | Hiroshi Satō      |
| 2008 | Tabidachi (Ashoro Yori)                 | 旅立ち〜足寄より〜                            | Chiharu Matsuyama |
| 2008 | Nakitai Toki no Kusuri                  | 泣きたいときのクスリ                          | Ryūichi           |
| 2009 | Crows Zero II                           | クローズZERO II                               | Hiromi Kirishima  |
| 2009 | My Girlfriend's a Geek                  | 腐女子彼女。                                  | Hinata Suwa       |
| 2009 | Your Story                              | 女の子ものがたり                              | Taka              |
| 2012 | Ace Attorney                            | 逆転裁判                                      | Dick Gumshoe      |
| 2014 | Tokyo Tribe                             |                                               | Iwao              |
| 2015 | 125 Years Memory                        | 海難1890                                      |                   |
| 2017 | Bōkyō                                   | 望郷                                          |                   |